# Sønderjysk kaffebord
Et sønderjysk kaffebord eller sønderjysk kagebord består af traditionelt 21 forskellige tørre, bløde og hårde kager til kaffen. Et sønderjysk kaffebord bestod af syv tørre og syv bløde og syv hårde kager. Kaffebordet blev populært i Sønderjylland midt i 1800-tallet. Baggrunden var bl.a., at kaffen var blevet billigere, og der var kommet mere driftssikre bageovne.
Efter at Sønderjylland i 1864 blev en del af Preussen, blev der afholdt mange nationale møder, men de preussiske myndigheder gav ikke altid spiritusbevilling til de kroer, hvor de dansksindede mødtes. Derfor blev der bygget forsamlingshuse, hvor de dansksindede kunne holde møder. Her blev der serveret kaffe og kage, og deltagerne medbragte hjemmebag, som fyldte godt op på de lange borde. Der var skarp konkurrence mellem kvinderne om at bage de mest velsmagende og iøjnefaldende kager. Tærter eller lagkager var prøvestenen på enhver dygtig husmors kunnen. Traditionen blomstrede op under 1. verdenskrig, da det var forbudt at holde møder, men ikke at holde kaffebord, så sønderjyderne brugte dette hul i loven til at mødes.
Det store kaffebord blomstrede især i den selvstændige gårdmandsstand, hvor der var rigeligt af æg, sukker, mel, fløde - med mere. Det store kageopbud blev skabt i en tid med hårdt fysisk arbejde og spartansk hverdagsmad. Det var festligt at diske op med det fulde kaffebord ved alle årets fester og store begivenheder, og der skulle helst være så rigeligt, at der kunne mættes dobbelt så mange som de indbudte. Nye hold gæster blev ofte inviteret de følgende dage. En af årsagerne til, at kaffebordene i Sønderjylland virkede mere omfangsrige end i det øvrige land, var den særlige serveringsteknik, som blev fastholdt også i private hjem til langt op i 1900-tallet: Kagefadene blev sendt rundt hurtigt efter hinanden, og deltagerne stablede på sidetallerkenen tre eller fire forskellige slags op.
Eksempel fra 1950'erne på et sønderjysk kaffebord: Friskbagt, smørsmurt franskbrød, bager-wienerbrød, pladekager, 1-2 tærter og 4-5 slags småkager. Når franskbrød har nydt den store udbredelse som "gæstemad" i Sønderjylland, skyldes det sikkert 1. verdenskrig, hvor særligt hvedebrødet var en af de store mangelvarer.
En del sønderjyske betegnelser står stærkere end de rigsdanske. Pomler er boller, og de serveres i par, en over og en under smurt med smør og den ene klasket oven i den anden. ~
En række kager, der indgår i det sønderjyske kaffebord, er kendt under særlige navne, som er særligt knyttet til landsdelen. Det er fx
Bismarcks-eg (kongestamme),
brødtærte (rugbrødslagkage),
fedtkager (brune og hvide),
gode råd,
ingenting,
katrineblommetærte,
knepkager,
kys og klap, striftort (stribetærte) m.fl.
Det sønderjyske kaffebord blev bragt ind i verdenslitteraturen af den tyske forfatter Siegfried Lenz med novellen "Sønderjysk kaffebord".

## Ekstern henvisning og kilder
- Grænseforeningens Årbog 1998
- Det sønderjyske kaffebord Arkiveret 11. juli 2016 hos  Wayback Machine
- Aus „Kummer mit jütländischen Kaffeetafeln“ von Siegfried Lenz Arkiveret 21. oktober 2014 hos  Wayback Machine
- Web-Tv fra Bov Museum Arkiveret 11. juli 2016 hos  Wayback Machine